# Феклисов (посёлок)
Феклисов — посёлок в составе Такушевского сельского поселения Теньгушевского района Республики Мордовия.

## География
Находится на расстоянии примерно 10 километров по прямой на юго-восток от районного центра села Теньгушево.

## История
Основан после в начале 1930-х годов переселенцами из сел Такушево и Веденяпино.

## Население
Постоянное население составляло 10 человек (русские 100 %) в 2002 году, 2 в 2010 году.